# Leo Barnhorst
Leo A. « Barney » Barnhorst (né le 11 mai 1924, décédé le 25 août 2000) est un joueur américain de basket-ball.
Arrière issu du lycée « Cathedral » d’Indianapolis, Barnhorst joua quatre saisons à l’université Notre-Dame, où il fut nommé « All-American ». Il évolua ensuite en NBA avec les Stags de Chicago, les Olympians d'Indianapolis, les Bullets de Baltimore et les Pistons de Fort Wayne. Barnhorst participa à deux NBA All-Star Game (1952, 1953) et marqua 3 232 points en carrière.
Barnhorst fut intronisé au Indiana Basketball Hall of Fame en 1980.